# Haus Wilbring

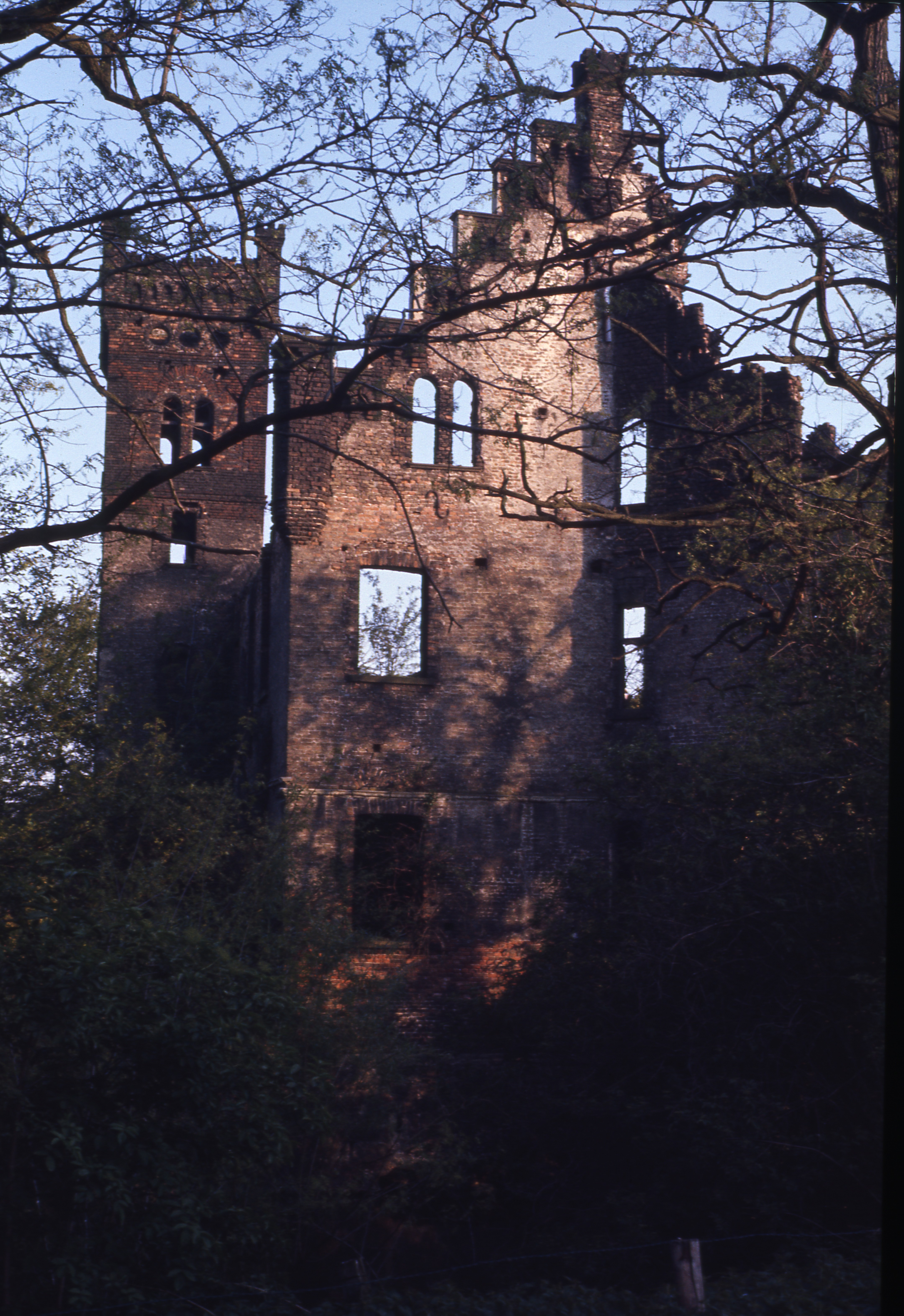
Haus Wilbring ca. 1977

Das Haus Wilbring, auch Haus Wilbringen genannt, befindet sich in Waltrop im Kreis Recklinghausen. Die Gebäude auf der Vorburg sind bewohnt, das Haupthaus verfällt seit 1914.

## Besitzer

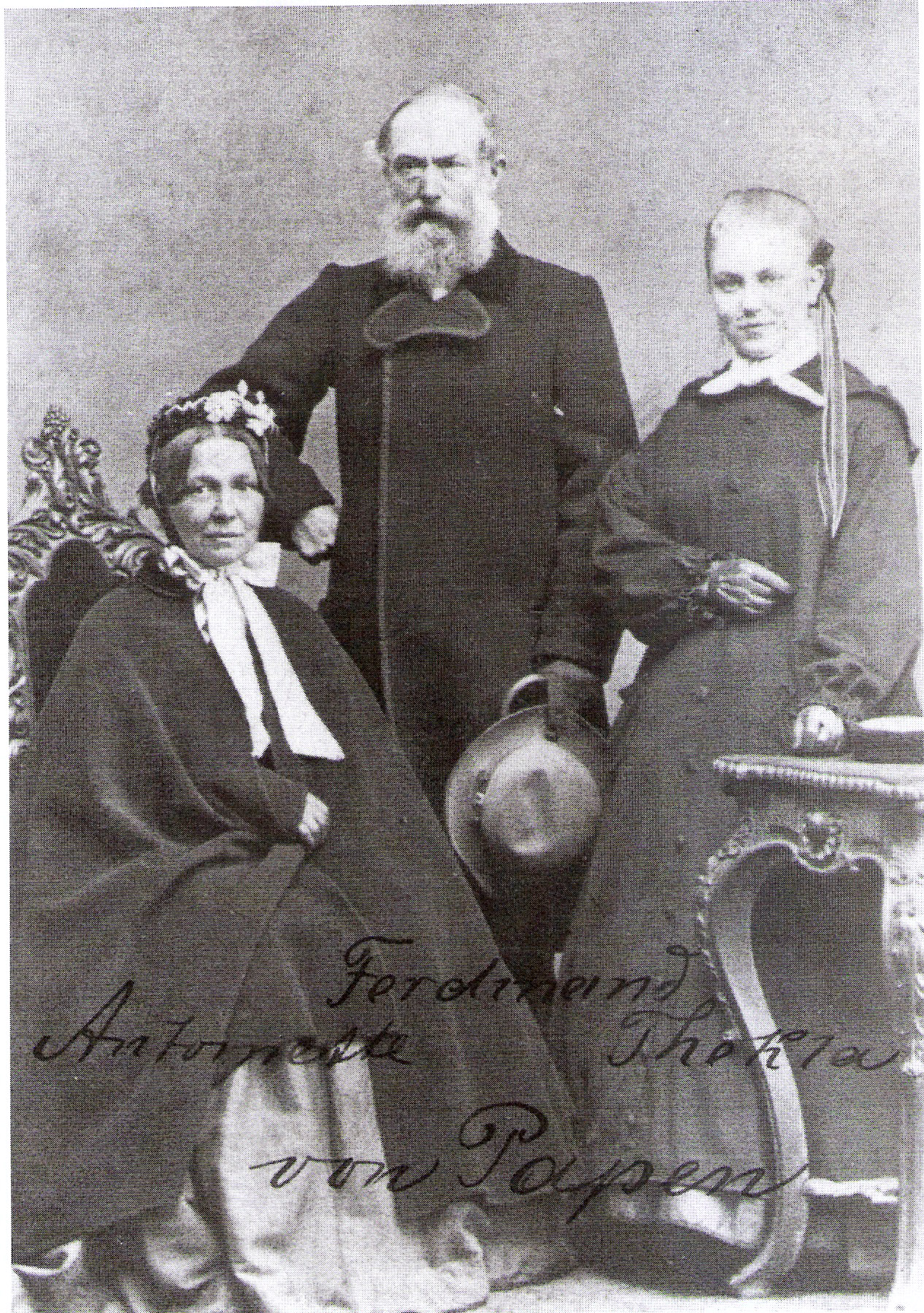
Ferdinand von Papen-Wilbring, Herr auf Haus Wilbring mit Ehefrau Antoinette geb. von Papen-Köningen, Schwester des Franz-Joseph von Papen-Köningen, Herr auf Haus Köningen, (sie sind die Stammeltern der Linie Wilbring 1) mit Tochter Thekla, später verheiratet mit Regierungsrat Custodis, Werne

Wilbring (1321 Wilbrachtink, 1469 Wilbrenynck) war zeitweilig eine kurkölnische Landesburg. Das Anwesen gehörte ursprünglich den Herren von Kunsberg resp. Königsberg. Von diesen kam es in den Besitz der Familie von Goye. Im Jahr 1469 verkaufte Diederich von der Goye sein Gut Wilbring an die beiden Dortmunder Bürgermeister Hengstenberg und Clepping. Diese haben das Gut wohl verpachtet.
Von etwa 1535 bis 1608 war Wilbring im Besitz der Familie von Westrum. Am 29. Oktober 1608 verkauften die Eheleute Winold von Westrum und Elisabeth von Overlacker das Gut an die Eheleute Vincenz von Rensing, Chur- und Fürstlicher Cölnischer Rath und Amtsverwalter zu Horneburg, und Elisabeth Knippings für 10.400 Reichsthaler. Die Rensings gehörten durch Ämter und umfangreichen Landbesitz zum Landadel. Später wurde Vincenz Rensing Statthalter des Vests Recklinghausen. 1609 wurde Wilbring von Rensing neu erbaut. 1624 ging das Gut auf die älteste Tochter aus zweiter Ehe, Christina Agatha Rensing, über, die Bernhard von Westerholt heiratete. Im Besitz derer von Westerholt war Wilbring von 1626 bis 1695.
1695 kam Wilbring durch Kauf an die Familie von Horst. Franz Gaudenz von Horst († 1751), Herr auf Wilbring, heiratete am 23. Januar 1748 Maria Christina von Papen (* 27. Oktober 1710, † 2. Februar 1773). Sie war die Tochter des kurkölnischen Hauptmanns Kaspar von Papen und der Antonie von Dücker und vermachte Haus Wilbring – da die Ehe kinderlos blieb – ihrem Bruder Josef Gaudenz von Papen (* 27. Dezember 1712 in Andernach, † vor 1780), einem königlich sardinisch-piemontesischen Major. Da dieser ebenfalls kinderlos blieb und in Italien lebte, überschrieb er das Gut seinem Bruder Ernst Adolf von Papen, Kaiserlicher Rittmeister (* 21. März 1715 in Andernach, † 21. Februar 1780), verheiratet vor 1766 mit Antonie von Kückelsheim (* 5. Januar 1738 in Rhynern, † 25. August 1814 in Waltrop).
Die Familie von Papen war von 1773 bis 1856 im Besitz von Haus Wilbring. Der letzte Besitzer aus dieser Familie, Ferdinand von Papen (* 30. August 1805, † 25. Januar 1881 in Werne, verh. 26. August 1834 mit Antonie von Papen-Köningen in Werl), verkaufte die umfangreichen Eichenwälder an die überall entstehenden Kohlengruben. Die Eichenstämme wurden für die Abstützung der Stollen unter Tage dringend benötigt. Die Folge war der Anstieg des Grundwasserpegels. Die Mauern des Hauses saugten Wasser und zeigten Alterserscheinungen wie feuchte Wände, die das Leben sehr erschwerten. Da er zehn Kinder hatte, entschloss er sich, Haus Wilbring zu verkaufen und erwarb ein Haus in Dülmen.
Wilbring blieb bis 1902 im Besitz der Familie von Frydag zu Buddenburg und ging im Erbgang an die Familie von Rüxleben über, die es vor 1914 wegen des Baus des Datteln-Hamm-Kanals an die preußische Kanalbauverwaltung verkaufte.

## Bauten

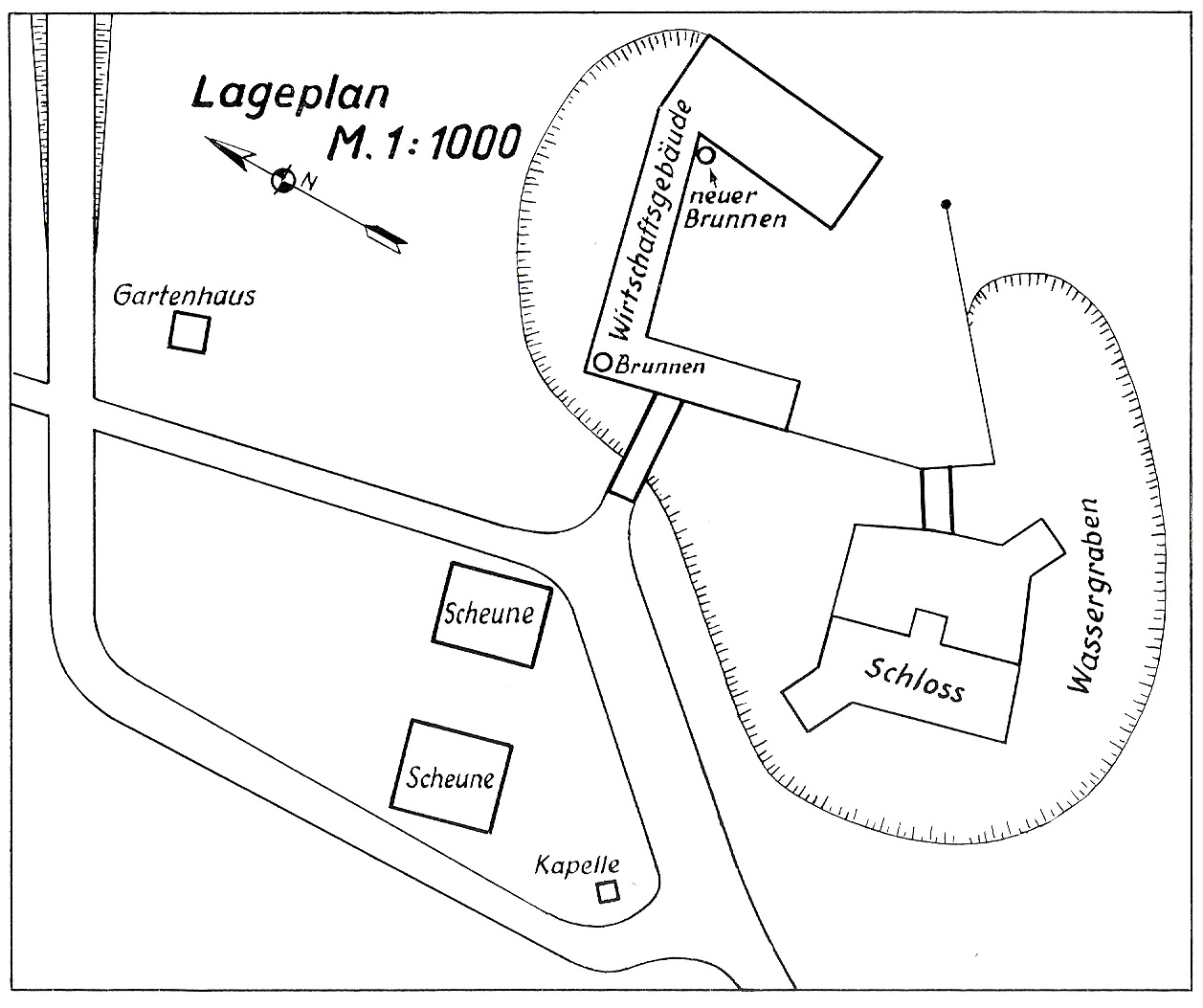
Haus Wilbring, Lageplan

Vorburg und Haupthaus stehen auf zwei durch Brücken verbundenen Inseln.
Das Haupthaus wurde ab 1609 von Vincenz Rensing neu errichtet, 1718 soll ein Umbau erfolgt sein. Ein weiterer Umbau begann 1866; dabei erhielt das Haupthaus eine Fassade in Formen der Neogotik. Es blieb aber seitdem unbewohnt. Nach dem Erwerb durch die preußische Kanalbauverwaltung begann der Abriss, der im März 1918 eingestellt wurde. Zu diesem Zeitpunkt war jedoch bereits das Dach abgetragen, und 1916 war der Südgiebel eingestürzt. Im Mai 1940 brach die Nordwestecke des Gebäudes zusammen, das Mauerwerk stürzte in die Gräfte. In den 1980er und 1990er Jahren wurden die Reste des Haupthauses von Efeu überwuchert.
Die Gebäude der Vorburg stammen im Kern aus dem 18. Jahrhundert.
Nördlich des Schlosses befand sich bis zum Anfang der 1970er Jahre ein Gartenhaus aus der ersten Hälfte des 18. Jahrhunderts. Neben dem Gartenhaus stand bis etwa 1980 eine mächtige Edelkastanie.

## Bilder aus verschiedenen Jahrzehnten

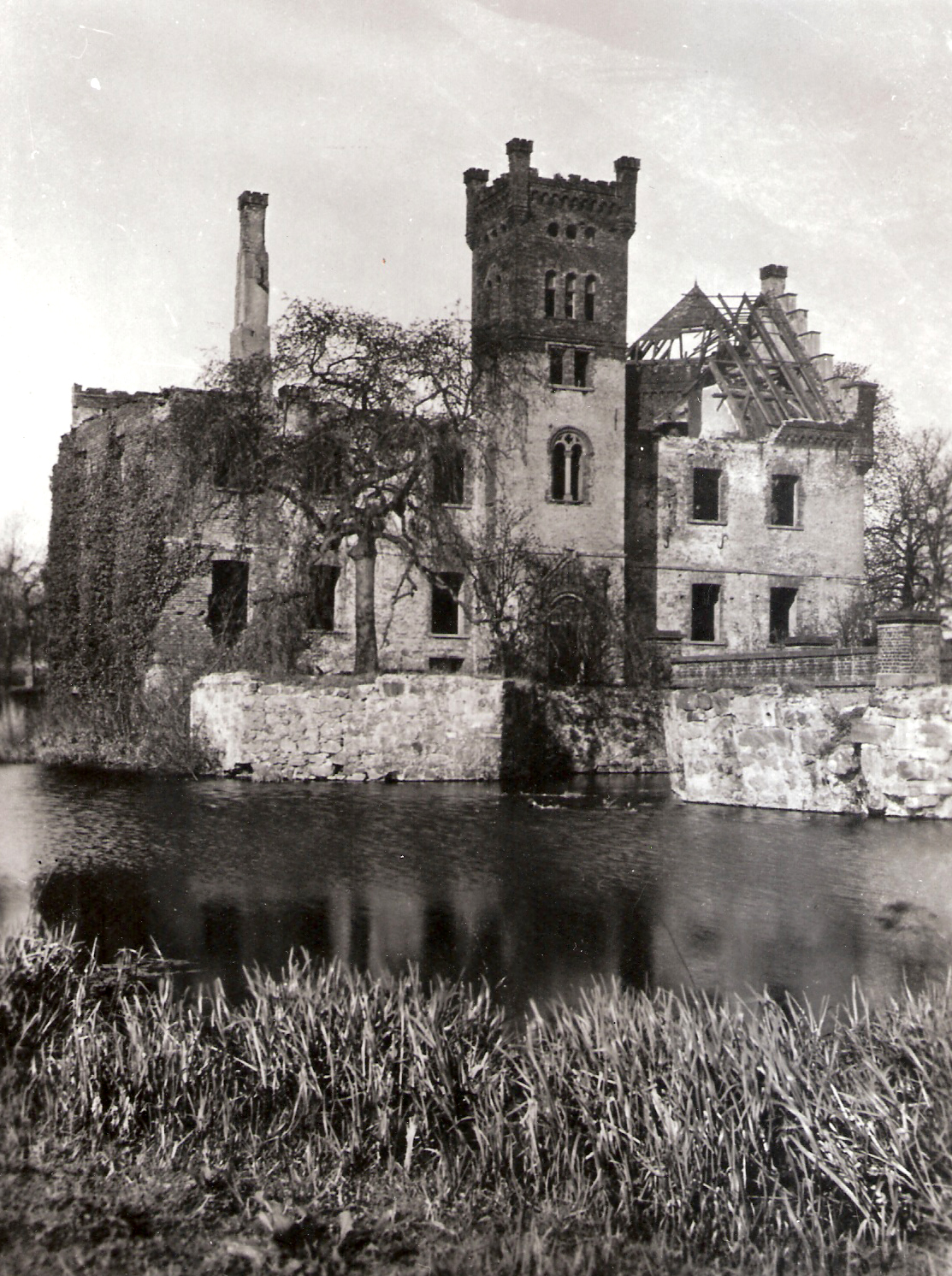
Haus Wilbring, Mitte des 20. Jahrhunderts
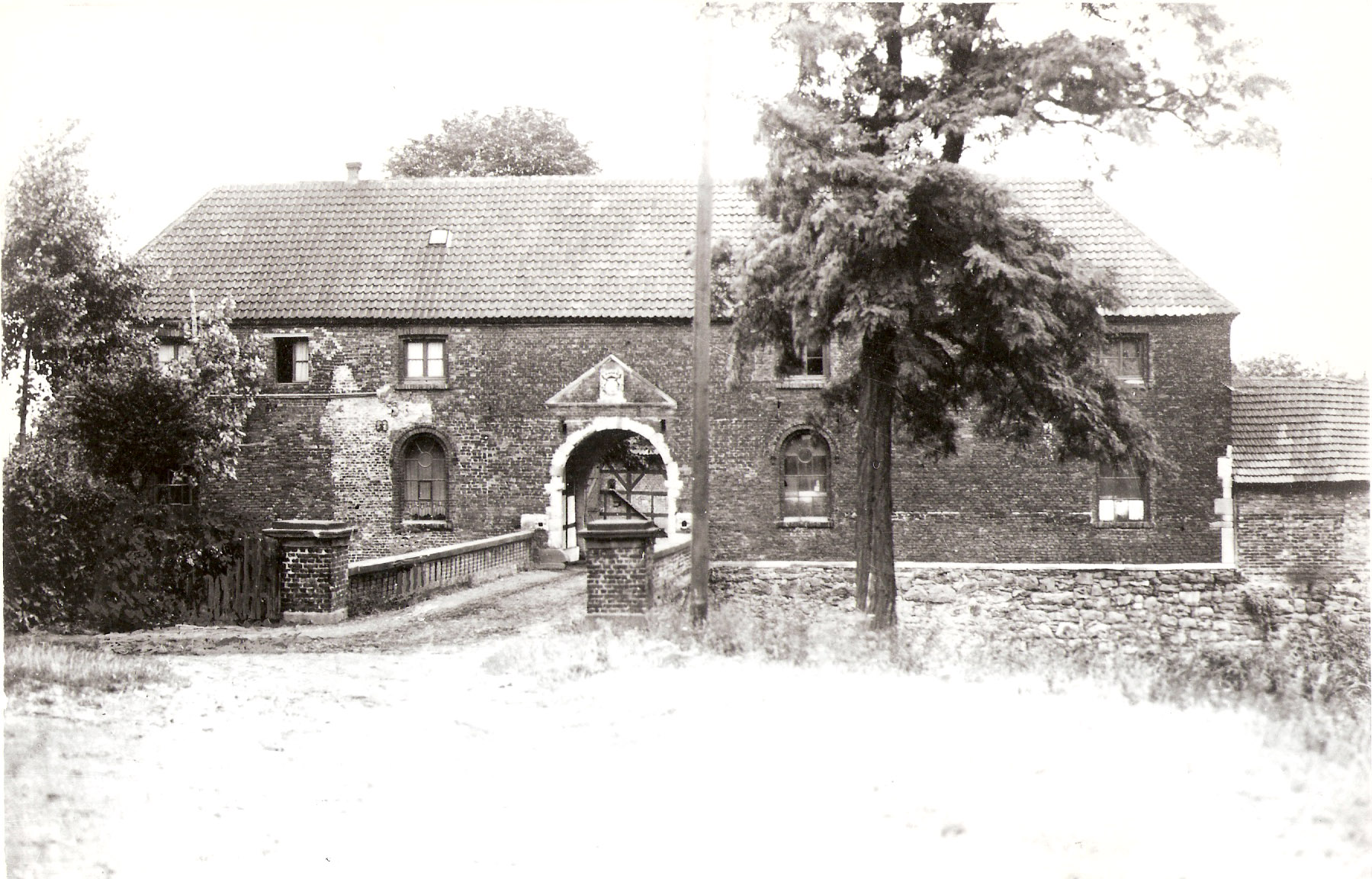
Haus Wilbring, Hofeinfahrt, 1967
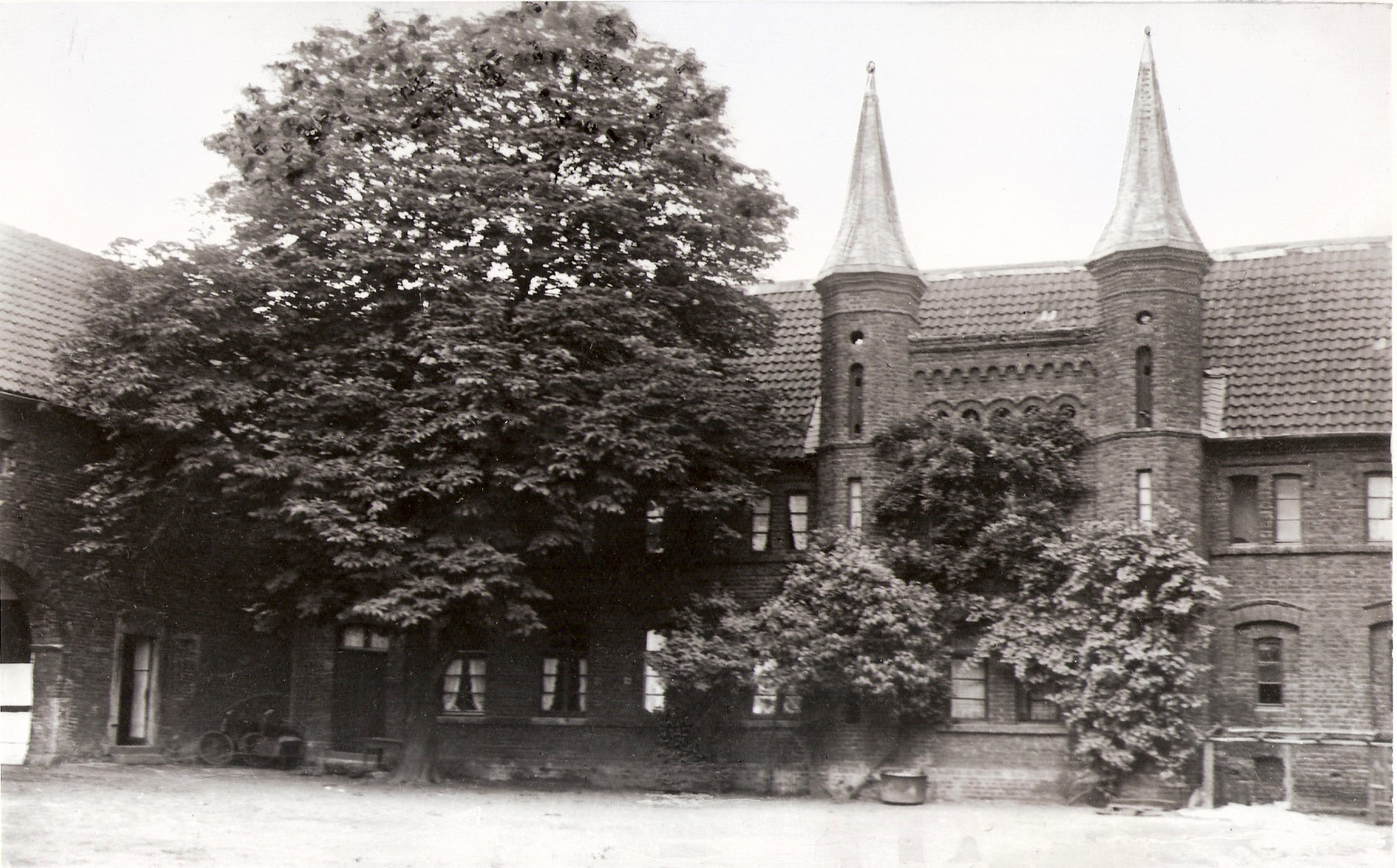
Haus Wilbring, Vorburg, 1967
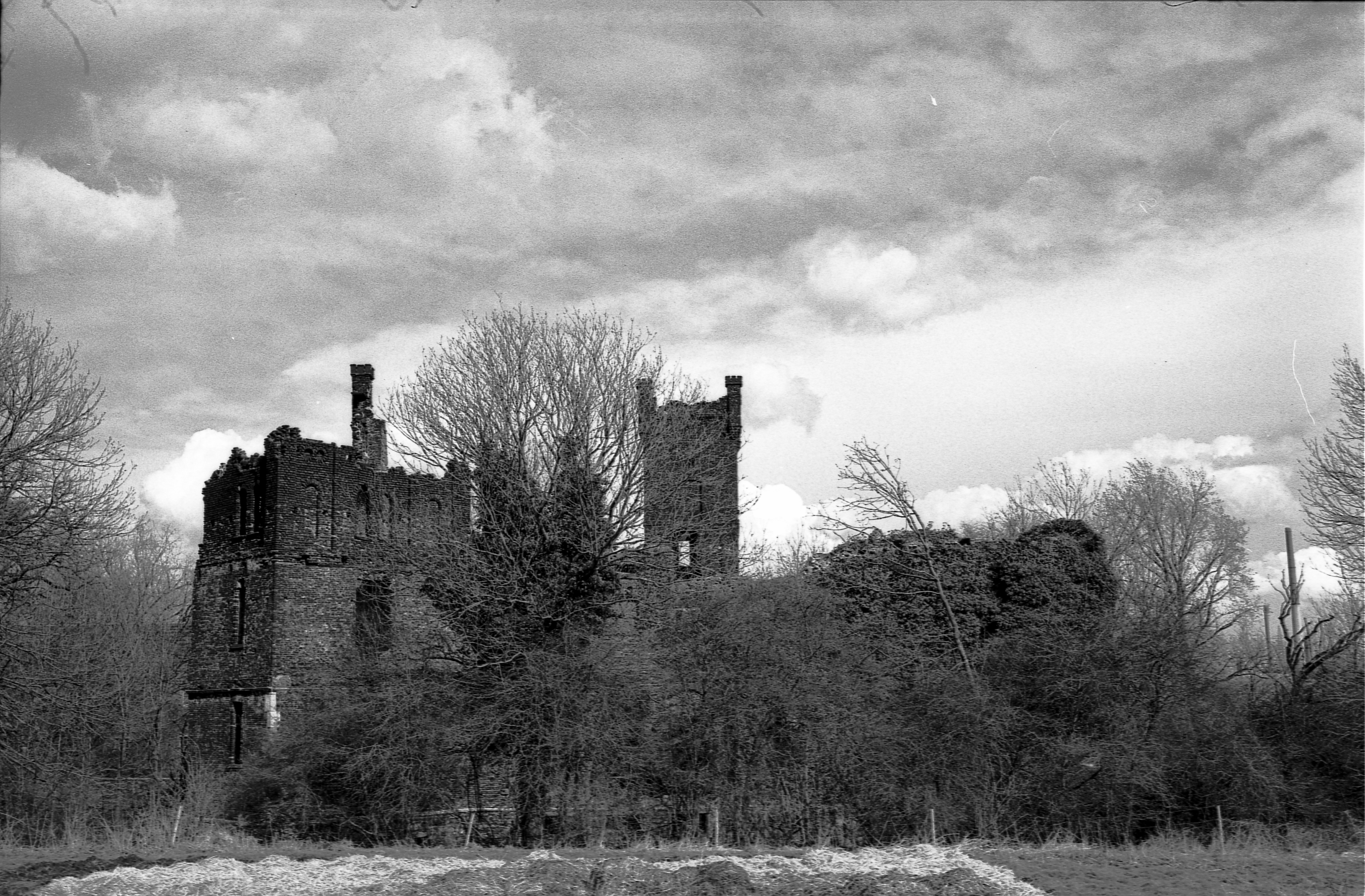
Haus Wilbring von Westen, 1978
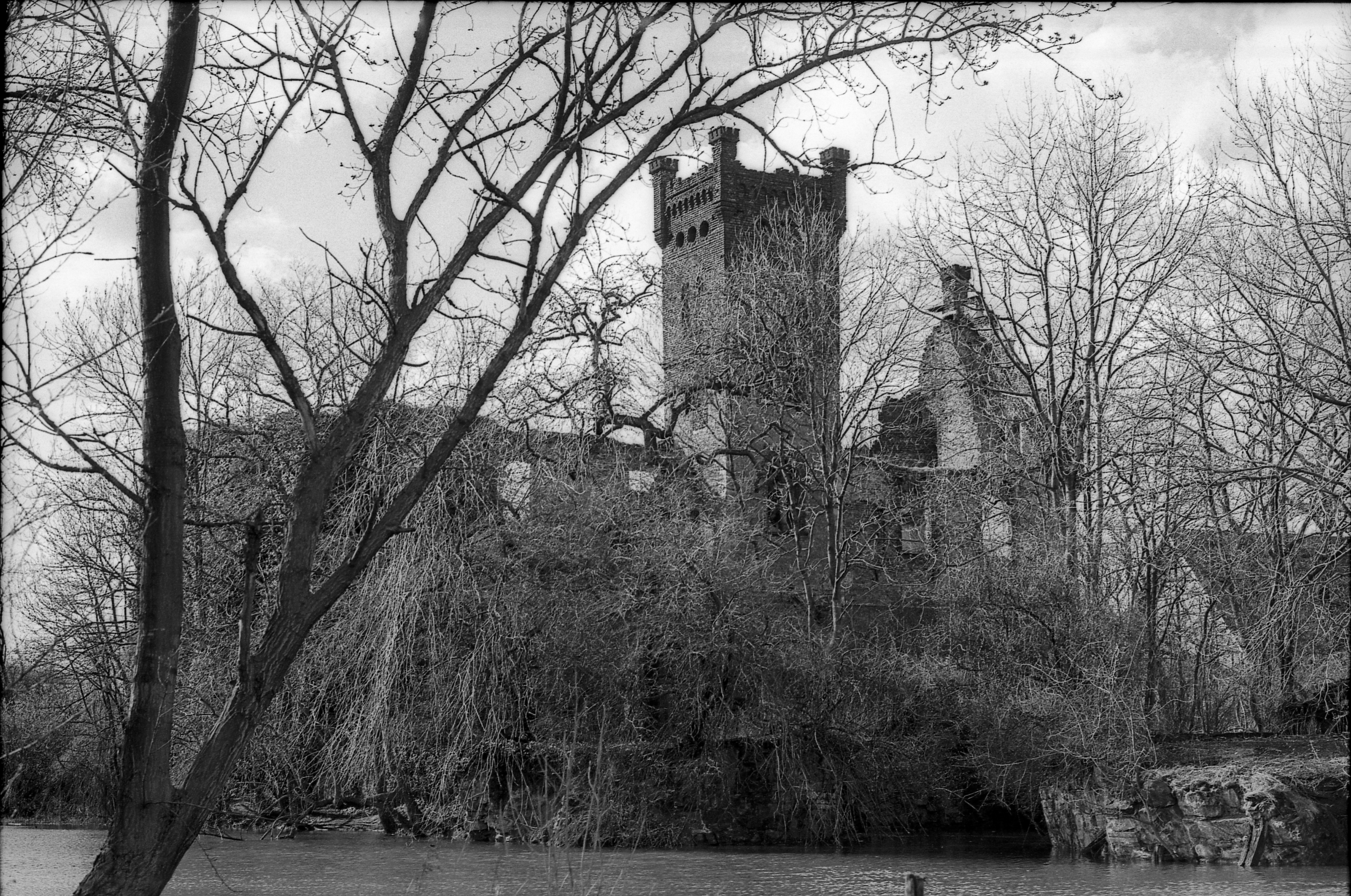
Haus Wilbring von Südosten, 1978

## Besichtigung
Die Vorburg befindet sich in Privatbesitz und wird landwirtschaftlich genutzt. Ebenso ist dort heute ein Reiterhof untergebracht. Der Zugang zur Ruine des Haupthauses ist wegen des fortgeschrittenen Verfalls der Bausubstanz weder empfehlenswert noch gestattet, jedoch werden beim Tag des offenen Denkmals regelmäßig Außenführungen angeboten.
Nach dem Zweiten Weltkrieg hält die Kolpingsfamilie Lünen-Brambauer am Marien-Bildstock der Ruine Wilbring jeden Dienstag im Mai ihre Maiandachten ab. Im Jahr 1969 hat sich auch der Kolping-Bezirksverband Lünen diesem Brauch angeschlossen.